# Joseph Lyons
Joseph Aloysius Lyons CH (15 tháng 9 năm 1879 – 7 tháng 4 năm 1939) là một nhà chính trị Úc và là Thủ tướng Úc thứ 10.
Lyons sinh ra tại Circular Head, gần Stanley, Tasmania, là con trai của những người nhập cư Ireland. Cha ông là Michael Lyons, là một người nông dân nông trại thành công và sau này đã tham gia vào việc kinh doanh bánh và thịt nhưng đã thua lỗ do sức khỏe kém và phải làm một người lao động. Má ông là một người phụ nữ can đảm và chịu thương chịu khó và đã phải làm lụng nhiều để nuôi một gia đình 8 người con, nhưng Joseph phải nghỉ học lúc 9 tuổi và làm người đưa tin và thợ học việc. Nhưng với sự giúp đỡ của hai bà dì, ông đã có thể tiếp tục theo học tại Cao đẳng Sư phạm Philip Smith, Hobart và trở thành một giáo viên. Ông cũng trở thành một nhà hoạt động công đoàn năng nổ và là thành viên ban đầu của Đảng Lao động ở Tasmania.
Năm 1909, Lyons đã được bầu vào Nghị viện Tasmania. Từ năm 1914 đến 1916, ông là Bộ trưởng Tài chính và Bộ trưởng Giáo dục và Đường sắt trong chính phủ bang thuộc Đảng Lao động của John Earle. Là một bộ trưởng giáo dục, ông đã thực hiện một số cuộc cải cách, bao gồm cả việc xóa bỏ học phí các trường phổ thông của bang, nâng cao điều kiện giảng dạy và lương bổng cho giáo viên và thành lập các trường phổ thông trung học bang của Tasmania.
Năm 1915, ông kết hôn với Enid Burnell, một nữ giáo viên 18 tuổi. Bà là một người có ý chí mạnh mẽ và gây ảnh hưởng lớn đối với Lyons, trong khi nuôi dạy 11 người con của họ.